# Дембо, Ришар
Ришар Дембо (фр. Richard Dembo; 24 мая 1948, Париж, Франция — 11 ноября 2004, там же) — французский кинорежиссёр.

## Биография
Ришар Дембо родился 24 мая 1948 в Париже в еврейской семье. Родители его — выходцы из Восточной Европы. После получения в 1964 году степени бакалавра философии Ришар Дембо работал ассистентом у режиссеров Жана Шмидта, Андре Тешине и Пьера Превера.
Мировое признание Ришару Дембо принесла дебютная полнометражная режиссерская работа «Диагональ слона». Фильм получил премию «Оскар» в 1985 году в категории «за лучший фильм на иностранном языке», премию «Сезар» за лучший дебютный фильм и Приз Луи Деллюка.
В 1993 году Ришар Дембо поставил свой второй фильм «Инстинкт ангела». В этой истории о судьбах военных летчиков во время Первой мировой войны главные роли исполнили Ламбер Вильсон, Франсуа Клюзе и Жан-Луи Трентиньян.
Третий, последний, фильм Ришара Дембо «Дом Нины» с Аньес Жауи в главной роли вышел на экраны в 2005 году, уже после смерти режиссера 11 ноября 2004 в Париже.
Ришар Дембо был похоронен в Израиле.